# Direction régionale et interdépartementale de l'Environnement et de l'Énergie
(DRIEE)
En Île-de-France, la direction régionale et interdépartementale de l'Environnement et de l'Énergie (DRIEE) est un service déconcentré du ministère de l'Écologie et du Développement durable, créé le 1er juillet 2010, et qui a fusionné le 1er avril 2021 avec la DRIEA pour devenir la Direction régionale et interdépartementale de l'environnement, de l'aménagement et des transports (DRIEAT).
La DRIEE a été créée le 1er juillet 2010 par le décret no 2010-687 du 24 juin 2010 modifié qui instaure des dispositions juridiques spécifiques concernant l'organisation des services déconcentrés de l’État français pour l'Île-de-France. Le terme « direction régionale de l'Environnement, de l'Aménagement et du Logement » (ou « DREAL »), qui sont les directions présentes dans les autres régions françaises, englobe souvent la DRIEE.
La DRIEE, dont le siège se situe à Paris 4e (10 rue Crillon) et à Vincennes (12 cours Louis-Lumière), manifeste la volonté de l’État français d’adapter ses réponses dans le domaine de l’environnement et de l'énergie à la situation particulière de l’Île-de-France. Elle est placée sous l’autorité du préfet de Paris, préfet de la région Île-de-France et des préfets de département de la région.
Au 1er avril 2021, en application du décret no 2021-261 du 10 mars 2021, la DRIEE est fusionnée avec la Direction régionale et interdépartementale de l'Équipement et de l'Aménagement (DRIEA) et devient la DRIEAT : Direction régionale et interdépartementale de l'Environnement, de l'Aménagement et des Transports d'Île-de-France,.

## Historique
La DRIEE est issue de la fusion :
- de la direction régionale de l'Environnement (DIREN) d'Île-de-France ;
- de la direction régionale de l'Industrie, de la Recherche et de l'Environnement (DRIRE) d'Île-de-France, à l'exclusion de ses missions de métrologie et de développement industriel ;
- des services chargés de la police de l'eau du service navigation de la Seine (SNS) ;
- des parties de services chargées de l'environnement et de la chasse de la direction régionale et interdépartementale de l'alimentation, de l'agriculture et de la forêt (DRIAAF) ;
- du service technique interdépartemental d'inspection des installations classées (STIIIC) de la préfecture de police.

## Missions
La DRIEE est chargée de mettre en œuvre les politiques de l'État en matière d'environnement, d'énergie et de transition énergétique en Île-de-France, notamment dans les domaines :
- de la prévention et de l'adaptation aux changements climatiques ;
- de la préservation et de la gestion des ressources ;
- de la préservation du patrimoine naturel, des sites et des paysages, de la biodiversité ;
- du contrôle de la sécurité des activités industrielles et des véhicules ;
- des économies d'énergie, du développement des énergies renouvelables, de l'exploitation des ressources énergétiques du sous-sol et de la sécurité d'approvisionnement énergétique ;
- de la qualité de l'air, de la prévention des pollutions, du bruit, des risques naturels et technologiques, et des risques liés à l'environnement, de la gestion des déchets, de la gestion des sols pollués, de la gestion de l'eau, de la chasse et de la pêche, y compris par la mise en œuvre des mesures de police y afférentes ;
- du soutien au développement des écotechnologies et de l'économie verte, de la connaissance et de l'évaluation environnementales ;
- de l'information, la formation, l'éducation du public sur les enjeux du développement durable et sa sensibilisation aux risques ainsi que de la valorisation des données qui relèvent de sa compétence.

Elle assure le pilotage et la coordination des politiques mises en œuvre par d'autres services déconcentrés. Elle assure la coordination de la mise en œuvre de ces politiques avec les actions des établissements publics de l'État concernés.
Elle veille, dans ses domaines de compétences, au respect des principes et à l'intégration des objectifs de développement durable et réalise ou fait réaliser l'évaluation environnementale de ces actions, et assiste les autorités administratives compétentes en matière d'environnement sur les plans, programmes et projets.
Elle promeut la participation du public dans l'élaboration des projets relevant des ministres chargés de l'Environnement et de l'Énergie ayant une incidence sur l'environnement ou sur le réchauffement climatique.
La DRIEE est chargée de diverses missions en matière de police de l'eau, présentant en tout ou partie un caractère interrégional ou interdépartemental. Dans chacun des huit départements, la DRIEE exerce la mission de contrôle des installations classées pour la protection de l'environnement (ICPE). Ces missions s'exercent sous l'autorité des préfets de département et, à Paris, sous l'autorité du préfet de police.
Les activités de la DRIEE sont certifiées selon la norme norme ISO 9001 : version 2015 (certificat en cours d’attribution par AB certification, à la suite d’un audit réalisé en mai 2017).

## Unités départementales

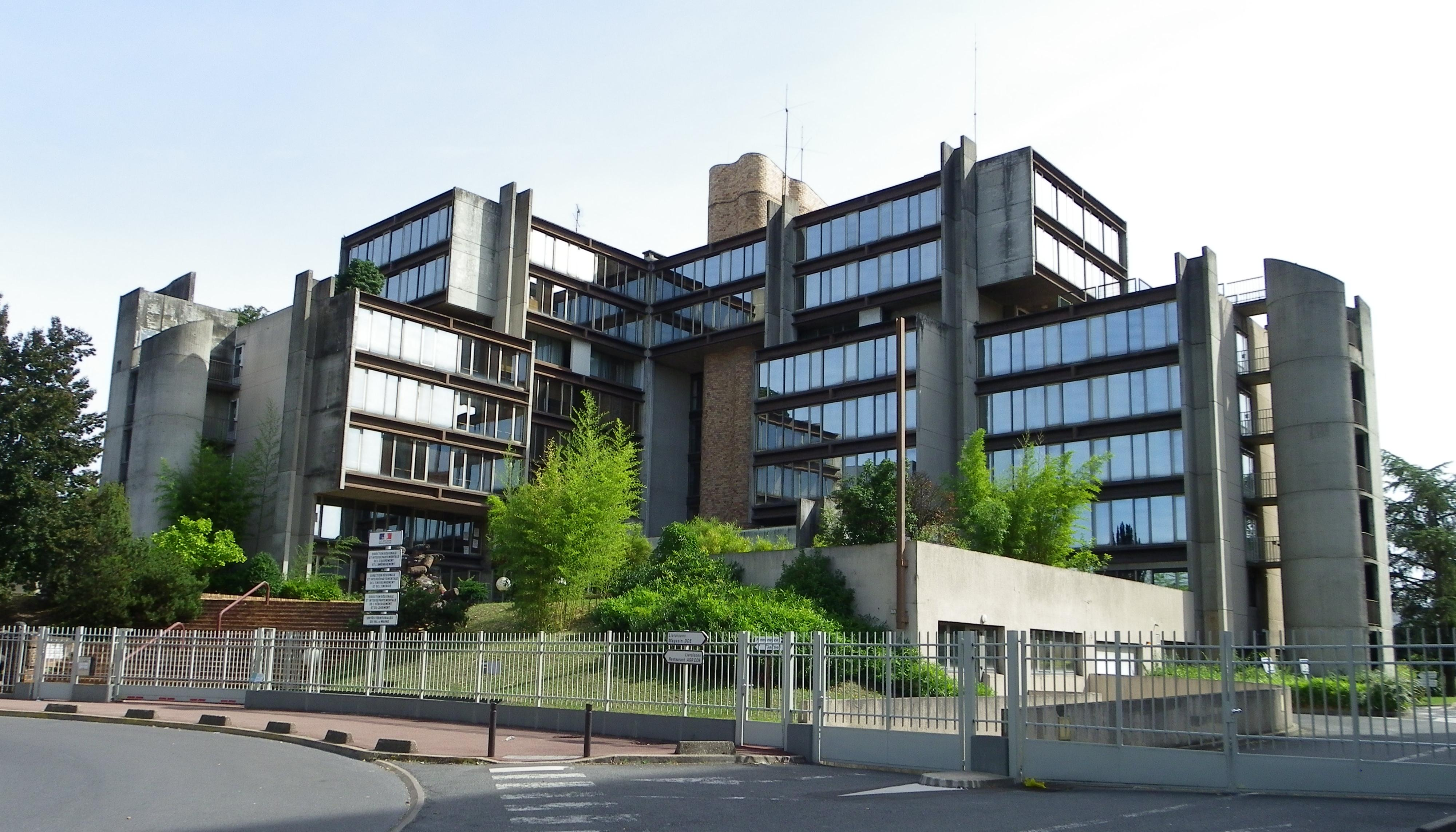
Bâtiment des unités départementales (UD) de la DRIEA, de la DRIEE et de la DRIHL du Val-de-Marne à Créteil (12-14, rue des Archives),,.

La DRIEE comprend pour chacun des départements de Paris, de l'Essonne, des Hauts-de-Seine, de Seine-et-Marne, de la Seine-Saint-Denis, du Val-de-Marne, du Val-d'Oise et des Yvelines, une unité départementale (UD).